# Julie Textor
Julie Textor (geboren 19. April 1848 in Ellwangen (Jagst); gestorben 1923 in Garmisch-Partenkirchen) war eine deutsche Malerin und ein Mitglied des Württembergischen Malerinnenvereins.

## Leben
Jugend und Ausbildung
Julie Textor wurde 1848 in eine Ellwanger Kaufmannsfamilie hineingeboren. Sie war Schwester des Malers Karl Textor. In Ellwangen nahm sie Unterricht bei August Benz. Dann zog sie nach Stuttgart um und studierte an der Königlichen Kunstschule mit Unterbrechungen von 1882 bis 1905 bei Albert Kappis und Jakob Grünenwald Landschaftsmalerei. Für die Zeit von 1890 bis 1895 ging Textor nach München und nahm dort und in Dachau Unterricht bei den Professoren August Fink, Bernhard Buttersack und Hägele.
Malerin
Julie Textor widmete sich der Porträt-, Interieur- und Landschaftsmalerei. Als Malerin erfuhr sie zwar Anerkennung, wurde aber in Die Stuttgarter Kunst der Gegenwart in einer Gruppe von Kolleginnen nur am Rande erwähnt. Sie war Mitglied im Württembergischen Malerinnenverein, hatte seit 1907 eine Atelierwohnung im Atelierhaus des Vereins und war jahrelang im Vorstand und Vereinsausschuss tätig. Wie einige andere Mitglieder des Vereins beteiligte sie sich daran, 1894 ein Geschenk für Königin Charlotte von Württemberg künstlerisch zu gestalten – einen Briséfächer. Königin Charlotte war von der Gründung des Vereins 1893 bis zur Abschaffung der Monarchie 1919 Schirmherrin des Vereins.
Ehrung
In ihrem Geburtsort Ellwangen (Jagst) gibt es einen Julie-Textor-Weg.

## Werke (Auswahl)
In öffentlichem Besitz
- Interieur im Hause des Regierenden Baumeisters Max Fischer und der Martha Schüßler, Jakobstraße 16. Öl auf Holz 1890. Erworben vom Stadtarchiv Stuttgart 1965.[8]
- Briséfächer für Königin Charlotte, als Gemeinschaftsarbeit unter Mitarbeit von Julie Textor, Öl auf Holz, 1894, Landesmuseum Württemberg.[6]
- Alt-Eßlingen, Öl auf Leinwand 1897, Städtisches Museum Esslingen[3] Die Städtischen Museen Esslingen am Neckar nutzen ein Gemälde von Julie Textor zum Thema „Private und öffentliche Grünanlagen“ zur Bewertung der Stadtentwicklung.[9]

In Privatbesitz
- Mädchen auf blühendem Feld vor Häusern, Öl[4]
- Die Sonne bricht durch, Öl auf Leinwand 19. Jahrhundert[10]
- Variastillleben, Öl auf Leinwand[11]
- Tiefer Wald, Öl auf Leinwand[12]
- Ruhige Reflektionen, Öl auf Leinwand[12]

Unbekannter Verbleib
- Vom Fenster

- Am Waldrand
- Partie am Wasser
- Schloss am See, Ölgemälde.
- Abend bei Dachau, Ölgemälde.
- Bei Garatshausen, Pastell.
- Per Express
- Im Sommer
- Deichselfurter See
- Dämmerung
- Herbst an der Loisach
- Walddom
- Allee im Herbst
- Am Wasser
- Der Neckar, Ölgemälde.
- Frauenportrait, Ölgemälde.
- Badesee
- Vorfrühling
- Sommer, Aquarell.

## Ausstellungen (Auswahl)
- 1891: Internationale Kunstausstellung, Berlin.[1]
- 1893: Eröffnungsausstellung des Württembergischen Malerinnenvereins im Museum der Bildenden Künste, Stuttgart. Von Julie Textor wurden folgende Bilder ausgestellt: Vom Fenster, Am Waldrand, Partie am Wasser.[8][13][14]
- 1894: Fächerausstellung im Württembergischen Kunstverein, Stuttgart.[8][15]
- 1898: Ausstellung des Württembergischen Malerinnenvereins im Württembergischen Kunstverein, Stuttgart. Von Julie Textor wurden folgende Bilder ausgestellt: Schloss am See, Abend bei Dachau, Bei Garatshausen, Per Express.[16]
- 1899: Ausstellung des Württembergischen Malerinnenvereins im Museum der Bildenden Künste, Stuttgart.[1]
- 1901: Ausstellung im Württembergischen Kunstverein Stuttgart. Von Julie Textor wurden folgende Bilder ausgestellt: Im Sommer, Deichselfurter See.[16]
- 1908: Ausstellung in der Atelierhaus-Galerie des Württembergischen Malerinnenvereins.[16]
- 1909: Ausstellung in der Atelierhaus-Galerie des Württembergischen Malerinnenvereins. Von Julie Textor wurden folgende Bilder ausgestellt: Dämmerung, Herbst an der Loisach.[16]
- 1910: Gruppenausstellung mit einem Gemälde von Julie Textor im Württembergischen Kunstverein[17]
- 1911: Ausstellung in der Atelierhaus-Galerie des Württembergischen Malerinnenvereins. Von Julie Textor wurden folgende Bilder ausgestellt: Walddom, Allee im Herbst, Am Wasser, Der Neckar, Frauenporträt, Badesee, Vorfrühling, Sommer.[16]
- 1914: Ausstellung in der Atelierhaus-Galerie des Württembergischen Malerinnenvereins.[1]
- 2019: Ausstellung des Bildes Alt-Eßlingen als „Historischer Schatz“ vom Stadtmuseum Esslingen[18]

## Mitgliedschaften
- Württembergischer Malerinnenverein, WMV (1893–1923)[1]
- Württembergischer Kunstverein, WKV.[1]
- Verband Bildender Künstler Südwestdeutschlands, VbKSW.[1]
- Allgemeine Deutsche Kunstgenossenschaften, ADK (1906)[1]